# Battista Vielmi
Giovanni Battista Vielmi (Brescia, 18 dicembre 1884 – Brescia, 9 maggio 1951) è stato un calciatore italiano, di ruolo centrocampista.

## Carriera
Fu tra i fondatori del Foot Ball Club Brescia il 17 luglio del 1911, con i fratelli Vielmi I (all'anagrafe Giuseppe Vielmi) e Vielmi III o Bigio Vielmi, Franco Apollonio, Cesare Allegri, Brichetti, Morandini, Virgilio Vasconi, Bacchelli, Legati, Ponti, Fritz Ruchti, Bianchi e altri. Giocò nel 1909 nella Forti e Liberi di Brescia e nel 1910 nel Foot Ball Club Victoria. Giocò un campionato di Promozione lombarda nella stagione 1912-1913 con il neonato Brescia al suo secondo anno di vita, con 11 presenze e 3 reti realizzate.